# O helga natt (musikalbum)
O helga natt är ett julalbum från 1967 av den kristna sångaren Artur Erikson .

## Låtlista

### Sida 1
1. Stilla natt
2. Han är född den underbara
3. Nu så kommer julen
4. O Betlehem du lilla stad
5. Herdar spelar för barnet Jesus
6. Dotter Sion

### Sida 2
1. Ett barn idag är oss givet
2. Nu tändas tusen juleljus
3. O kommen i trogne (Adeste Fideles)
4. Giv mig ej glans
5. O du saliga
6. Fröjdas vart sinne
7. O helga natt (Cantique de Noël)